# No Trend
No Trend — американская нойз-панк и хардкор-панк группа из Эштона, Мэриленд, сформировавшаяся в 1982 году. Их относили к антихардкору, и сами участники группы, особенно гитарист и лирик Френк Прайс, не раз заявляли о их презрении к панковской субкультуре. Группа была известна своими конфронтационными выступлениями, которые обычно включали агрессивные насмешки в сторону их панк-аудитории. Участники группы были под влиянием Public Image Ltd. и Flipper.
Они выпустили три полноформатных альбома, два из которых были выпущены независимо, а один был выпущен через лейбл Touch and Go Records. Четвёртый альбом они записали ещё в 1987 году, но так и не смогли найти подходящий лейбл (Touch and Go отказали им). Их последний альбом под названием More, в конце концов, был выпущен в 2001 году.

## История
No Trend сформировались в 1982 году в Эштоне, Мэриленд, на тот момент группа состояла из Джеффа Ментжеса (вокал), Боба Страссера (бас), Френка Прайса (гитара), и Майкла Салкинда (ударные). До образования No Trend Ментжес, Салкинд, Страссер и Бред Памфри (гитарист) входили в состав другой группы, называющейся The Aborted; они играли на разогреве у Government Issue. No Trend появились как ответ на возрастание популярности панковского движения. Их раннее творчество описывали как «мрачное» и «нигилистическое». Они собирались написать только одну песню для единственного выступления, но позже коллектив записал достаточно материала для музыкального релиза: их дебютный мини-альбом Teen Love (с англ. — «Подростковая любовь»), семидюймовый винил изданный независимо самой группой. Год спустя этот мини-альбом был переиздан на двенадцатидюймовом виниле, были включены дополнительные треки («Die» и «Let’s Go Crazy»). В августе 1983 года, Салкинд и Страссер покинули группу. Их заменили Джек Андерсон (бас) и Грег Миллер (ударные) и позже коллектив выпустил их первый полноформатный студийный альбом названный Too Many Humans (с англ. — «Слишком много людей»), благодаря которому группу настиг небольшой успех на американской андеграундной музыкальной сцене. Весной 1984 года группа перезаписала семидюймовую версию Teen Love и они выпустили обновлённую запись на двенадцатидюймовом виниле с двумя дополнительными треками.
После прерванного концертного тура летом 1984 года, Прайс, Андерсон и Миллер вместе покинули группу, оставив Ментжеса одного. Позже к Ментжесу присоединились другие музыканты, и вновь обновлённый коллектив вернулся в студию, чтобы записать их второй полноформатный альбом, A Dozen Dead Roses (с англ. — «Дюжина завядших роз»), который был выпущен в 1985 году. Этот альбом показал то, как сильно поменялось звучание группы: звучание уже не такое холодное, шумное как это было заметно в предыдущих релизах. В записи приняла участие известная ноу-вейв исполнительница Лидия Ланч, которая поработала над несколькими песнями. Песни, над которыми работала Лидия Ланч, были изданы ранее на мини-альбоме Heart of Darkness (десятидюймовая грампластинка) через её лейбл Widowspeak Productions. Также, она издала через тот же самый лейбл компиляционный альбом No Trend, названный When Death Won’t Solve Your Problems (с англ. — «Тот случай, когда смерть не решит ваши проблемы»).
Позже коллектив подписал контракт с лейблом Touch and Go Records и выпустил свой третий альбом, Tritonian Nash-Vegas Polyester Complex в 1986 году. Четвёртый альбом они записали ещё в 1987 году, но когда они продемонстрировали лейблу свои записи, Touch and Go ответили им отказом в издании альбома, объяснив это тем, что записи показались им «слишком странными» для издания. Коллектив не смог найти подходящий лейбл для выпуска альбома, из-за чего, фактически, и распался. Позже Morphious Archives, лейбл, специализирующийся на издании непонятных записей, приобрёл права на выпуск данного альбома. Альбом наконец-то был издан в 2001 году, под названием More.
После официального распада группы, Джефф Ментжес поступил в Мэрилендский университет на киноведа, и снял биографический фильм «Of Flesh and Blood» в 1990 году, посвящённый известному американскому порноактёру Джону Кёртису Холму. Основатель и первый гитарист No Trend Френк Прайс покончил с жизнью самоубийством в 1989 году, чем поверг в шок одновременно и участников и поклонников группы Сборник неизданных демо- и концертных записей под названием The Early Months был выпущен лейблом TeenBeat Records в 1995 году.

## Музыкальный стиль
Изначально группа начинала как нойз-панк коллектив, и критики относили их к хардкор-панку и индастриалу. Как можно заметить на их мини-альбоме под названием Teen Love и, в большей степени, на первом студийном альбоме Too Many Humans, их музыка обычно строилась вокруг однообразных басовых линий Боба Страссера. Ударные Майкла Салкинда были быстрыми, гитарные риффы Френка Прайса состояли в основном из гитарного «фидбэка». Их звучание быстро поменялось с выходом альбома A Dozen Dead Roses, который был более сфокусирован на джаз-роке, фанк-музыке, и на экспериментальном роке в частности. Альбом Tritonian Nash-Vegas Polyester Complex является продолжением музыкальной задумки A Dozen Dead Roses, а в их последнем альбоме More заметно влияние классического рока.

## Участники группы
Первый состав (1982—1983)
- Джефф Ментжес — вокал
- Френк Прайс — электрогитара
- Боб Страссер — бас-гитара
- Кристин Ниблек — бас-гитара (во время концертного тура)
- Майкл Салкинд — ударные

Второй состав (1983—1984)
- Джефф Ментжес — вокал
- Френк Прайс — электрогитара
- Боб Страссер — бас-гитара
- Джек Андерсон — бас-гитара
- Грег Миллер — ударные

Третий состав (1985—1986)
- Джефф Ментжес — вокал
- Дэнни Деметро — клавишные
- Дин Эванжелиста — гитара, клавишные
- Роберт Мэримонт — бас-гитара
- Кен Рудд — ударные
- Бенард Демасси — саксофон

Четвёртый состав (1986—1988)
- Джефф Ментжес — вокал
- Лейф — гитара
- Бобби Бёрдсон — гитара
- Дин Эванжелиста — гитара, клавишные
- Роберт Мэримонт — бас-гитара
- Джеймс Питчи — ударные
- Ник Смайл — саксофон
- Скотт Рафаль — саксофон
- Джонни Онтейго — саксофон
- Пауль Гензи — труба
- Рохелио Максвелл — виолончель
- Крис Пестелоцци — перкуссия

## Дискография
Студийные альбомы
- Too Many Humans... (1984, No Trend Records)
- A Dozen Dead Roses (1985, No Trend Records)
- Tritonian Nash-Vegas Polyester Complex (1986, Touch and Go)
- More (2001, Morphius Archives)

Сборники
- When Death Won’t Solve Your Problems (1986, Widowspeak Productions)
- The Early Months (1995, TeenBeat)

Мини-альбомы
- Teen Love (1983, No Trend Records)
- в сотрудничестве с Лидией Ланч: Heart of Darkness (1985, Widowspeak Productions)